# Buick Estate
Buick Estate – samochód osobowy klasy luksusowej produkowany pod amerykańską marką Buick w latach 1970 – 1990.

## Pierwsza generacja

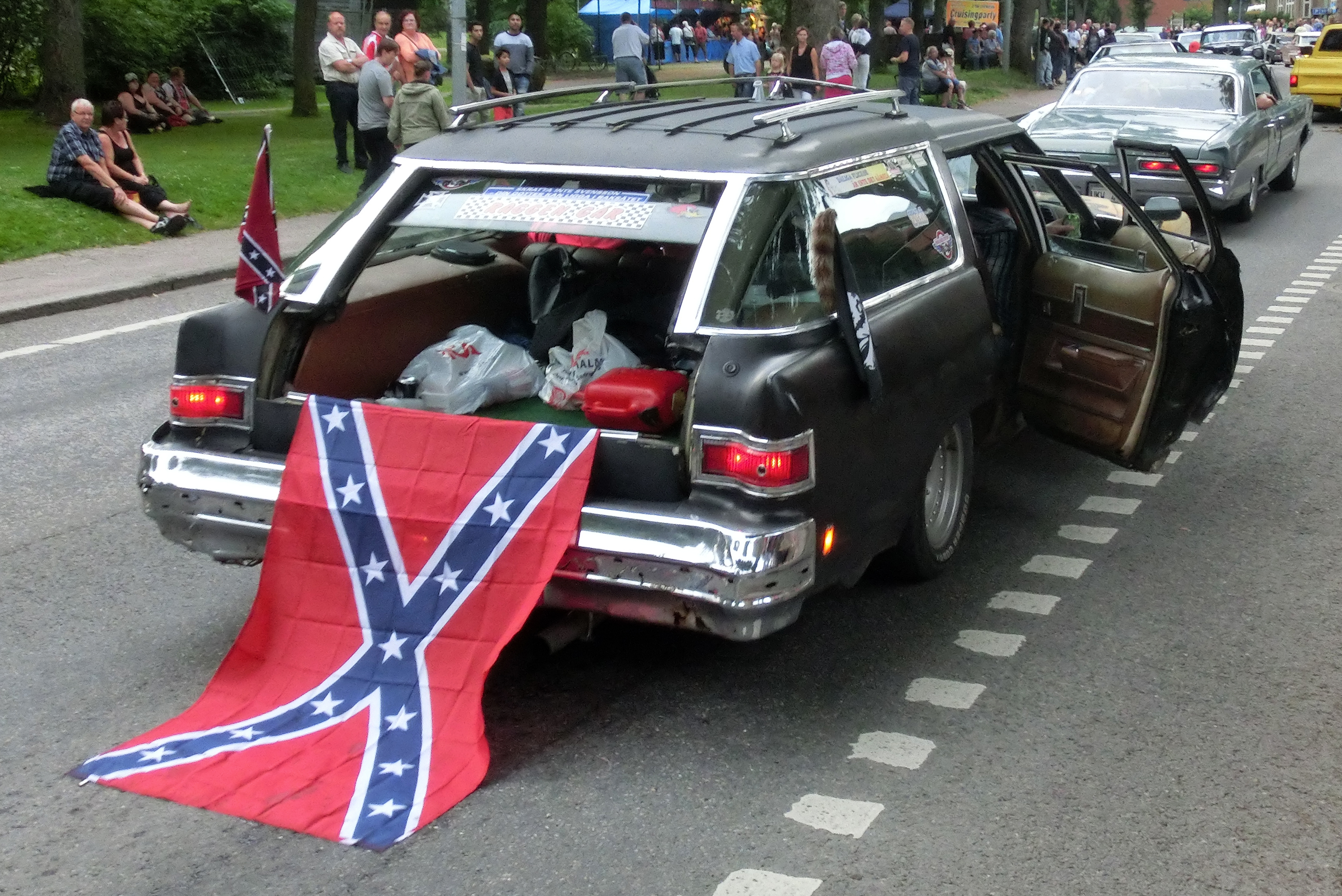
Buick Estate I - tył

Buick Estate I został zaprezentowany po raz pierwszy w 1970 roku.
Pierwsze wcielenie Buicka Estate zostało zaprezentowane na początku 1970 roku, powstając na platformie B-body, na której zbudowano także modele LeSabre oraz Wildcat. Estate poszerzył ofertę pełnowymiarowych kombi Buicka jako bardziej luksusowa alternatywa dla równolegle oferowanego modelu Sport Wagon. Produkcja trwała jedynie kilka miesięcy 1970 roku.

### Silnik
- V8 7.5l Buick

## Druga generacja

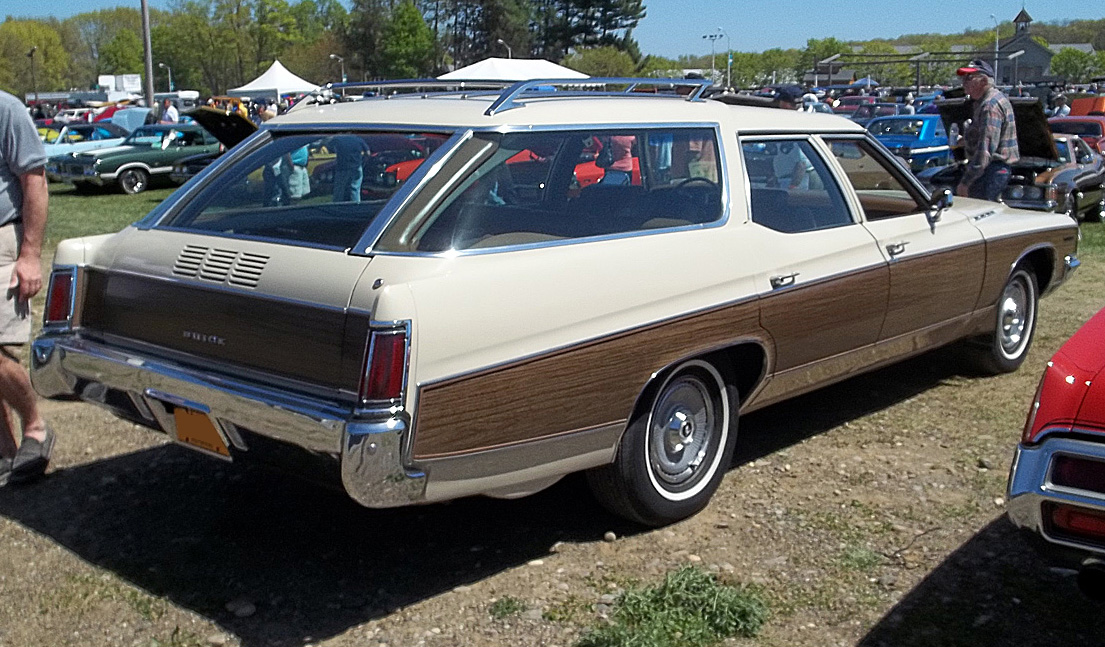
Buick Estate II - tył

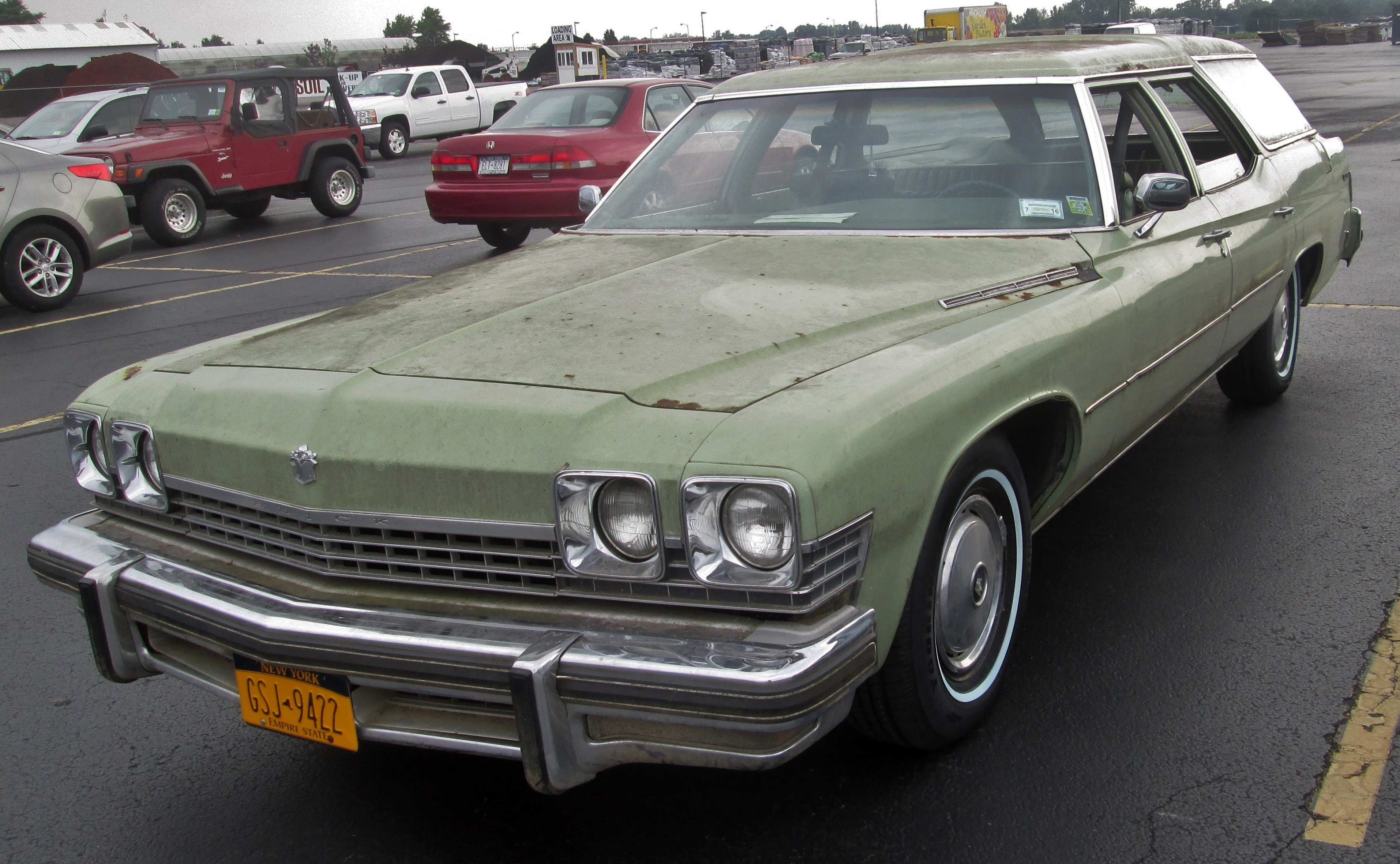
Buick Estate II po liftingu

Buick Estate II został zaprezentowany po raz pierwszy w 1971 roku.
Drugie wcielenie Buicka Estate zastąpiło wytwarzanego zaledwie kilka miesięcy poprzednika na przełomie 1970 i 1971 roku. Pod kątem stylistycznym samochód przeszedł ewolucyjny kierunek, zyskując więcej chromowanych ozdobników, bardziej konwencjonalny wygląd przedniej części nadwozia oraz nieznacznie dłuższe nadwozie.
Z wymiarami sięgającymi niemal 5,9 metra długości, Buick Estate drugiej generacji był największym seryjnie produkowanym o nadwoziu kombi w historii światowej motoryzacji

### Silnik
- V8 7.5l Buick

## Trzecia generacja

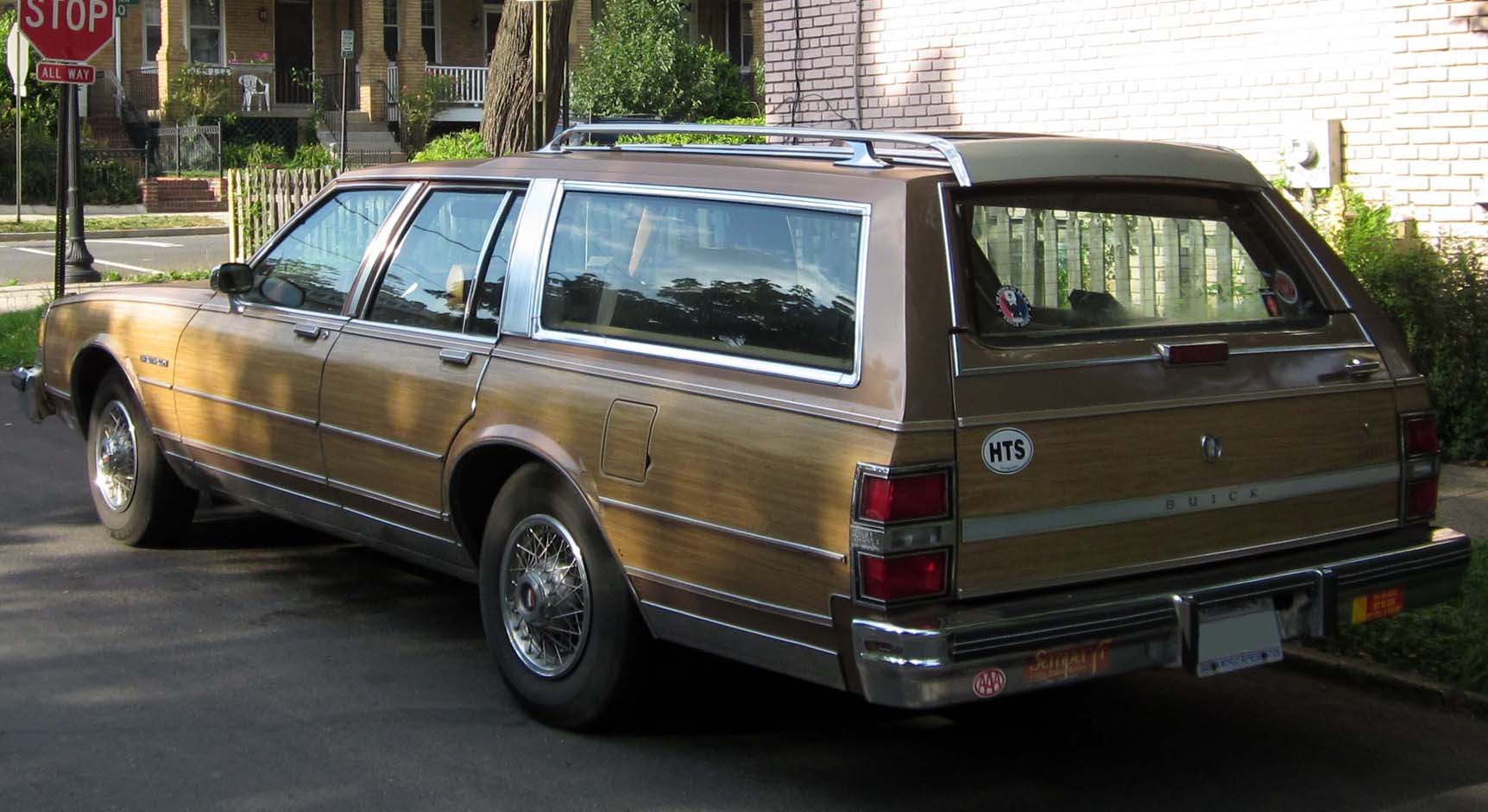
Buick Estate III - tył

Buick Estate III został zaprezentowany po raz pierwszy w 1977 roku.
Trzecia generacja Buicka Estate została zaprezentowana w 1977 roku, powstając tym razem na platformie B-body opracowaną we współpracy z Oldsmobile w ramach koncernu General Motors. Najbliżej spokrewnionym modelem w ofercie Buicka był z kolei model LeSabre. Estate III przeszedł istotne zmiany w stylistyce, zyskując kanciaste proporcje nadwozia, które stało się krótsze. 

### Koniec produkcji i następca
Produkcja Buicka Estate III trwała przez 13 lat, do 1990 roku, kiedy to producent zdecydował się zakończyć używanie tej nazwy na rzecz zupełnie nowego modelu. Rolę pełnowymiarowego kombi przejął Buick Roadmaster.

### Silniki
- V8 3.0l Buick
- V8 3.5l Oldsmobile
- V8 3.5l LF9